# Saskatchewan Census Division No. 1
Die Census Division No. 1 in der kanadischen Provinz Saskatchewan hat eine Fläche von 14.654,35 km², 2021 lebten dort 30.351 Einwohner. Größter Ort in der Division ist Estevan.
Die Census Division wird von Statistics Canada festgelegt und dient nur statistischen Zwecken. Sie hat keinen verwaltungstechnischen Charakter.

## Gemeinden
Von den Gemeinden sind grundsätzlich nur die Citys und Towns verwaltungstechnisch eigenständig. Alle anderen Gemeinden werden durch die jeweilige Rural Municipality, in der sie liegen, verwaltet.
City
- Estevan

Towns
- Alameda
- Arcola
- Bienfait
- Carlyle
- Carnduff
- Lampman
- Oxbow
- Redvers
- Stoughton
- Wawota

Villages
- Alida
- Carievale
- Fairlight
- Forget
- Forbisher
- Gainsborough
- Glen Ewen
- Heward
- Kennedy
- Kenosee Lake
- Kisbey
- Manor
- Maryfield
- North Portal
- Roche Percée
- Storthoaks

Hamlets
- Bellegarde
- Cannington Lake
- Corning
- Fry’s
- Handsworth
- Northgate

Special Service Area
- Antler

Unbewohnt
- Cullen

## Rural Municipalities
- RM Argyle No. 1
- RM Mount Pleasant No. 2
- RM Enniskillen No. 3
- RM Coalfields No. 4
- RM Estevan No. 5
- RM Storthoaks No. 31
- RM Reciprocity No. 32
- RM Moose Creek No. 33
- RM Browning No. 34
- RM Benson No. 35
- RM Antler No. 61
- RM Moose Mountain No. 63
- RM Brock No. 64
- RM Tecumseh No. 65
- RM Maryfield No. 91
- RM Walpole No. 92
- RM Wawken No. 93
- RM Hazelwood No. 94
- RM Golden West No. 95

## Indianerreservate
Ocean Man First Nation
- Ocean Man 69
- Ocean Man 69A
- Ocean Man 69B
- Ocean Man 69C
- Ocean Man 69D
- Ocean Man 69E
- Ocean Man 69F
- Ocean Man 69G
- Ocean Man 69H
- Ocean Man 69I

Pheasant Rump Nakota First Nation
- Pheasant Rump 68

White Bear First Nation
- White Bear 70